# Yasmah-Adad
Yasmaḫ-Adad of Yasmaḫ-Addu werd door zijn vader Šamši-Adad I op de troon van Mari gezet na de verovering van de stad. Hij regeerde Mari minstens 12 jaar als onderkoning, vanaf ofwel het eponimaat van Riš-Šamaš of dat van Ibni-Addu. 
In zijn tijd bracht hij een inspectiebezoek aan Ashnakkum (Chagan Bazar). Tabletten daar getuigen ervan wat voor trekdieren van zijn gevolg er gevoederd moesten worden. Er was een span van vier muilezels voor de koninklijke strijdwagens. Nog een muilezel voor een andere wagen, vier paarden voor wagens, drie bereden muilezels en zes ossen voor de mayyaltum-wagen.
In het eponimaat van Ikūn-pī(ya)  (4 of 3 jaar nadat hij onderkoning werd) trouwde hij met Bēltum, prinses van Qatna. Acht jaar later (eponiem Ṭāb-ṣilli-Aššur) stierf zijn vader. Wat er daarna gebeurde is minder duidelijk. Zijn broer Išme-Dagan was door zijn vader op de troon van Ekallātum en Assur gezet en het rijk werd waarschijnlijk enige tijd tussen beide broers gedeeld waardoor Yasmaḫ-Adad een onafhankelijk koning van Mari werd. Hoe lang hij deze positie heeft kunnen houden is minder duidelijk, maar uiteindelijk werd hij door een telg van het oorspronkelijke koningshuis van Mari, Zimri-Lim van de troon gestoten. Hij verloor daarbij waarschijnlijk ook het leven, omdat er nadien niets meer over hem vernomen wordt.